# Almadén de la Plata
Almadén de la Plata település Spanyolországban, Sevilla tartományban. Almadén de la Plata Castilblanco de los Arroyos, Cazalla de la Sierra, El Real de la Jara, El Ronquillo, El Pedroso és Santa Olalla del Cala községekkel határos. Lakosainak száma 1328 fő (2024).

## Népesség
A település népessége az elmúlt években az alábbi módon változott:
| Lakosok száma | 1738 | 1705 | 1577 | 1533 | 1553 | 1503 | 1424 | 1355 | 1326 | 1328 |
|               | 2001 | 2004 | 2007 | 2009 | 2012 | 2014 | 2017 | 2019 | 2022 | 2024 |